# Ryan Porter

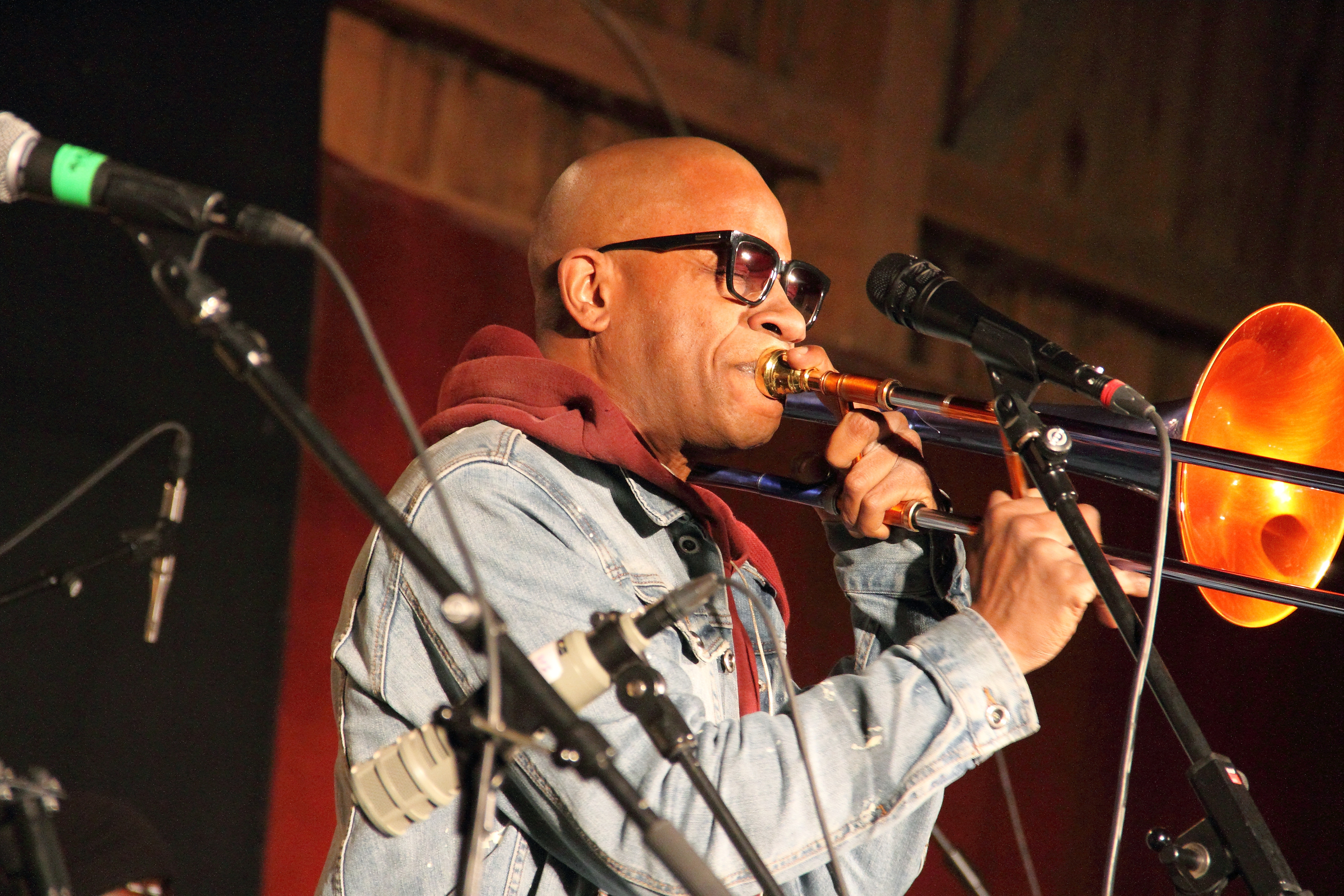
Ryan Porter auf dem INNtöne Jazzfestival 2018

Ryan Porter (* 1979 in Los Angeles) ist ein US-amerikanischer Jazz- und Funkmusiker (Posaune, Arrangement).

## Leben und Wirken
Porter lernte Posaune, als er sich im Alter von zehn Jahren für Jazzmusik zu interessieren begann. Während seiner Highschool-Zeit hatte er Musikunterricht, spielte in einer Marching Band und in einem Jazzensemble um seinen Schulfreund Kamasi Washington. Einer seiner Mentoren (neben Roy Hargrove) war Billy Higgins, der ihn zu Jazzworkshops und Jamsessions holte. Mit einem Stipendium ging er zum Studium nach New York an die Manhattan School of Music, wo er Unterricht bei  David Taylor und Steve Turre hatte.
Nach Abschluss seines Studiums 2001 kehrte Porter nach Los Angeles zurück, wo er sich schon bald in der Musikszene etablierte; u. a. arbeitete er mit Snoop Dogg, Stevie Wonder, Rihanna, Kanye West, Nick Cave, ferner als Musiker in TV-Sendungen wie American Idol und The Voice. Porter spielte auch im Clayton-Hamilton Jazz Orchestra, an dessen Alben Live at MCG (2004) und Dear Mr. Sinatra (2005, mit John Pizzarelli) er beteiligt war. In den folgenden Jahren arbeitete er mit Ben Dowling, Stix Hooper, Henry Franklin und mit West Coast Get Down, einer Gruppe von Jazz-, Hip-Hop- und Funk-Musikern wie Kamasi Washington (The Epic), Cameron Graves (Planteary Prince, 2010) und Miles Mosley (Uprising). Bei diesen Sessions entstanden drei Produktionen, die er unter eigenem Namen vorlegte, The Optimist (2017), Spangle-Lang Lane (2018) und Force for Good (2019); bei Spangle-Lang Lane verband er klassische Kinderlieder und -Reime mit Jazz-, Soul- and R&B-beeinflussten Arrangements. Im Bereich des Jazz war er zwischen 2004 und 2017 an 21 Aufnahmesessions beteiligt.

## Diskographische Hinweise
- Kamasi Washington and The Next Step: Live at 5th Street Dick’s  (2005), mit Miles Mosley, Teris Martin, Robert Miller, Stephen Bruner, Brandon Coleman, Cameron Graves, Rickey Washington
- The Ryan Porter Jazz Quintet: Anaya (2008), mit Edwin Livingston, Miles Mosley, Aaron Haggerty, Robert Miller, Tony Austin, Brandon Coleman, Cameron Graves, Kamasi Washington, Jumaane Smith
- Spangle-Lang Lane (World Galaxy, 2017)
- The Optimist (World Galaxy Records, rec 2008/09, ed. 2018)
- Force for Good (2019)
- Ryan Porter & the West Coast Get Down: Live at New Morning, Paris (2020)